# 't Karrewiel
 't Karrewiel is een heemkundig museum te Meeuwen.
Het aan Gestelsestraat 79 gevestigde museum bezit een verzameling landbouwwerktuigen en huishoudelijke gebruiksvoorwerpen. Een van de gereedschappen is een houtdraaibank die aanvankelijk met een rosmolen werd aangedreven.
De ontwikkeling van allerlei activiteiten, wordt aanschouwelijk gemaakt aan de hand van de bijbehorende werktuigen.
Het is een privaat museum, dat geopend werd in 1986. Oprichter was Christ Verheyen, die in 1981 begon met het verzamelen van de voorwerpen welke in het museum te vinden zijn.